# Rumrejsen år 2001
Rumrejsen år 2001 (originaltitel 2001: A Space Odyssey) er en science fiction-film fra 1968 instrueret af Stanley Kubrick, der skrev manuskriptet i samarbejde med Arthur C. Clarke, forfatteren til den roman af samme navn, der blev udviklet samtidig med filmen.
Filmen tematiserer menneskets udvikling og teknologi, kunstig intelligens og liv i rummet. Filmen er bemærkelsesværdig for den banebrydende anvendelse af special effects samt for det flertydige og provokerende filmsprog og lydspor. Filmen fik både positive og negative anmeldelser ved premieren, men i dag er den i vid udstrækning anerkendt som en af de bedste film nogensinde. Filmen er for eksempel den eneste science fiction-film på Sight & Sounds top ti liste  Den vandt en oscar for bedste visuelle effekter og blev nomineret til yderligere tre.

## Handling
Rumrejsen år 2001 starter med György Ligetis musik Atmosphères, inden der kommer billeder på skærmen. Den efterfølgende åbningssekvens viser solen, der står op bag jorden og månen, akkompagneret af første sats af Richard Strauss' Also Sprach Zarathustra. Resten af filmen er inddelt i tre kapitler, der præsenteres med titlerne "The Dawn of Man", "Jupiter Mission: Eighteen Months Later" og "Jupiter and Beyond the Infinite".

### "The Dawn of Man"
Første kapitel begynder med en slags prolog, der foregår for ca. 3 millioner år siden, hvor en stamme af præhistoriske aber opdager en mystisk sort, rektangulær monolit. Efter mødet med monolitten, finder en af aberne ud af at bruge en knogle som kølle, først til at knuse andre knogler der ligger på jorden, og senere bruger han og de andre aber deres nyfundne våben til at banke en fjendtlig abe til døde.
I et berømt match cut bliver der klippet fra knoglekøllen, der slynges op i luften, til et rumskib, der elegant glider gennem rummet. Filmen springer her i tid frem til år 1999, hvor Johann Strauss den yngres vals An der schönen blauen Donau akkompagnerer en scene med et rumfartøj, der ankommer til en rumstation i kredsløb om månen. Om bord på fartøjet er videnskabsmanden Dr. Heywood R. Floyd, der efter ankomsten til rumstationen møder en gruppe russiske kolleger og sætter sig ned for at snakke med dem over en drink. Floyd fortæller, at han er på vej til månebasen Clavius, og videnskabsmændene udspørger Floyd om nogle rygter om, at man ikke kan få kontakt med månebasen, og at der skulle være udbrudt en epidemi på basen. Floyd nægter at kommentere på rygterne med henvisning til sikkerhedsrestriktioner.
Den næste scene viser en rumfartøj, der lander på månebasen Clavius. Floyd holder et møde på månebasen med nogle videnskabs- eller embedsmænd, hvor han understreger vigtigheden af at holde den virkelige grund til de mistænkelige aktiviteter på Clavius hemmelig – at de har fundet en mystisk sort, rektangulær monolit på månen (kaldet Tycho Magnetic Anomaly 1, forkortet TMA-1).
Floyd og to andre videnskabsmænd transporteres til det krater, hvor man har fundet monolitten, og på vej derhen diskuterer de monolittens beskaffenhed, og om den med fuldt overlæg er blevet anbragt der. Da de ankommer til krateret, nærmer de sig forsigtigt monolitten. De samles for at tage et gruppebillede, men afbrydes af en øredøvende, vedvarende og meget høj tone, der opfanges af deres radiomodtagere.

### "Jupiter Mission: Eighteen Months Later"
Uden nogen forklaring springer filmen til næste sekvens, der foregår 18 måneder senere (i 2001) på rumskibet Discovery One, der er blevet sendt til planeten Jupiter. Om bord er astronauterne Dave Bowman og Frank Poole, den talende supercomputer HAL 9000 samt tre videnskabsmænd, der ligger i kryogen dvale for at spare på ressourcerne. Flere scener viser astronauternes daglige rutiner om bord på rumskibet: De motionerer, spiser, ser tv, tager sol, spiller skak og tegner. I en samtale med Bowman, udtrykker HAL bekymring over missionen og forudser en forestående fejl i fartøjets kommunikation med jorden. Bowman bevæger sig ud af rumskibet i en EVA-kapsel for at reparere den defekte del, men ved manuelt eftersyn kan han ikke finde nogen fejl. HAL foreslår, at de genindsætter delen og derpå afventer, at den fejler, så de kan diagnosticere problemet. De to astronauter trækker sig tilbage i EVA-kapslen for at diskutere HALs usædvanlige adfærd og beslutter at frakoble ham. De er uvidende om, at HAL mundaflæser deres samtale.
Poole bevæger sig nu uden for i EVA-kapslen for at reparere delen, mens Bowman kigger på inde fra rumskibet. HAL fjernstyrer kapslen, så Poole bliver dræbt, og man ser ham svæve livløs ud i rummet. Bowman forlader rumskibet i en anden EVA-kapsel i et forgæves forsøg på at redde Poole. Imens dræber HAL de tre øvrige besætningsmedlemmer (videnskabsmændene, der ligger i kryogen dvale) ved at frakoble deres respiratorer. Det lykkedes for Bowman at hente Pooles lig, og han beder HAL om at åbne lugen til rumskibet. HAL nægter og afslører, at han kender til astronauternes samtale om at frakoble ham. Det lykkedes Bowman at komme ind i rumskibet uden HALs hjælp.
Bowman går ind i HALs "hjernerum" for at slukke ham. HAL beder ham indtrængende om at stoppe, men Bowman fortsætter med at koble ham fra. Gradvist vender HAL tilbage til sin tidligste programmering, mister sin hukommelse og synger sangen Daisy Bell, imens hans tilstand forringes. Nedlukningen af HAL udløser tilsyneladende afspilningen af en videobesked fra Heywood Floyd, der forklarer besætningen på Discovery One (kun Bowman er tilbage) missionens rigtige mål: at undersøge et signal, der er afsendt fra den mystiske monolit på månen.

### "Jupiter and Beyond the Infinite"
Filmens tredje kapitel begynder med, at man ser en tredje monolit i kredsløb om Jupiter og Discovery One, der nærmer sig. Bowman forlader rumskibet i EVA-kapslen og svæver hen mod monolitten. Nu synes Bowman at bevæge sig over enorme afstande i tid og rum gennem en tunnel af farverigt lys og lyde, i det der ofte omtales som "Star Gate"-sekvensen.
I næste scene ser man Bowman i et rum, der ligner et futuristisk hotelværelse i Ludvig den 16.-stil. Han vises i forskellige stadier af aldring, indtil man til sidst ser ham liggende i sengen, tilsyneladende på sit dødsleje. For enden af sengen dukker en fjerde og sidste monolit op. Bowman rækker langsomt ud efter den, og monoliten forvandler Bowman til et fosteragtigt væsen omgivet af en transparent cirkel af lys. I den afsluttende scene svæver fosteret, der normalt omtales som "Star Child", i rummet og kigger mod jorden til tonerne af Also Sprach Zarathustra.

## Produktion
Optagelserne til Rumrejsen år 2001 begyndte 29. december 1965 i Shepperton Studios i Shepperton, England. Filmstudiet blev valgt, fordi det kunne rumme den 18 x 36 x 18 meter store kulisse til månekrater-scenen – den første der blev optaget.  Fra 1966 foregik filmoptagelserne i MGM-British Studios i Borehamwood, England. Her blev der oprettet en "kommandopost" til at styre special effects-scenerne. Filmen er fotograferet med Super Panavision 70-optik og 65mm filmnegativformat, og udgivelsesprintet er lavet med Technicolor.
Da filmen fik premiere i april 1968, var budgettet på $10,5 millioner overskredet med $4,5 millioner og var blevet forsinket med 16 måneder. 
Filmens special effects til bl.a. beskrivelse vægtløshed og den rotenrende rumstation anses af være kraftigt inspireret af Pavel Klusjantsevs sovjetiske film fra 1957 Kampen om himmelrummet.

## Soundtrack
- Richard Strauss: Also Sprach Zarathustra, Berliner Philharmonikerne, dir. Karl Böhm.
- György Ligeti: Requiem for sopran, mezzosopran, to blandede kor og orkester, Bayriske radioorkester, dir. Francis Travis.
- Györgi Ligeti: Lux Aeterna, Stuttgart Schola Cantorum, dir. Clytus Gottwald .
- Johann Strauss den yngre: An der schönen blauen Donau, Berliner Philharmonikerne, dir. Herbert von Karajan.
- Aram Khachaturian: Gayne Ballet Suite (Adagio), Leningrad Philharmoniske Orkester, dir. Gennadi Rozhdestvensky.
- Györgi Ligeti: Atmosphères, Südwestfunk Orchester, dir. Ernest Bour.